# Referendo sobre o apartheid na África do Sul em 1992
Um referendo sobre o fim do apartheid foi realizado na África do Sul em 17 de março de 1992. O referendo foi limitado aos eleitores sul-africanos brancos, que responderam se apoiavam ou não as reformas negociadas iniciadas pelo Presidente do Estado FW de Klerk dois anos antes, nas quais ele propunha acabar com o sistema de apartheid, implementado em 1948. O resultado da eleição foi uma grande vitória do "sim", o que acabou resultando no fim  do apartheid. O sufrágio universal foi introduzido dois anos depois.

## Contexto
Em 2 de fevereiro de 1990, em seu discurso de abertura ao parlamento, o Presidente do Estado FW de Klerk anunciou que a proibição de certos partidos políticos, como o Congresso Nacional Africano (ANC) e o Partido Comunista da África do Sul, seria suspensa e que Nelson Mandela seria libertado após 27 anos na prisão. De Klerk anunciou que a pena de morte seria suspensa e que o estado de emergência seria levantado. O Presidente do Estado afirmou em seu discurso ao parlamento que "chegou a hora de negociar".
Nelson Mandela foi libertado em 11 de fevereiro de 1990 da prisão Victor Verster em Paarl, perto da Cidade do Cabo. Em 21 de março de 1990, o Sudoeste Africano tornou-se independente sob o nome de Namíbia. Em maio, o governo iniciou conversações com o ANC. Em junho, o estado de emergência foi levantado e o ANC concordou com um cessar-fogo. Em 1991, as leis que restringiam a propriedade da terra, especificavam áreas de moradia separadas e classificavam as pessoas por raça foram abolidas.

### Antes do referendo
Antes do referendo, o Partido Nacional do governo havia perdido três eleições parciais desde o anúncio das negociações para o fim do apartheid dois anos antes, e sua posição foi contestada pelo Partido Conservador, que se opôs às negociações e boicotou a Convenção por uma África do Sul Democrática (CODESA). Em 24 de janeiro de 1992, o presidente de Klerk abriu o parlamento e sugeriu que um referendo seria realizado, no qual os votos de cada grupo racial seriam contados separadamente. Quando o Partido Nacional foi derrotado na pré-eleição de Potchefstroom em 19 de fevereiro, após chamá-la de uma votação-teste, sua credibilidade foi posta em dúvida.
Nesse ínterim, as negociações entre o governo e o Congresso Nacional Africano avançavam lentamente. A violência estava aumentando nos townships sul-africanos, diferentes grupos de direita estavam se tornando mais proeminentes e havia uma crescente insatisfação dentro da comunidade branca. As condições e o clima nos bairros negros também estavam piorando. O governo estava, portanto, sob pressão nacional e internacional para avançar nas negociações.
Embora o Partido Conservador alegasse que o governo não tinha mandato para negociar com o ANC após sua derrota em Potchefstroom, o presidente de Estado FW de Klerk anunciou, em 20 de fevereiro, que um referendo nacional para o eleitorado branco seria realizado para testar o do governo - e seu próprio apoio: se o resultado do referendo tivesse sido negativo, De Klerk teria renunciado e realizado eleições gerais. Quando de Klerk anunciou inicialmente o referendo, muitos criticaram o fato de que apenas os brancos teriam o direito de votar.

## Campanha

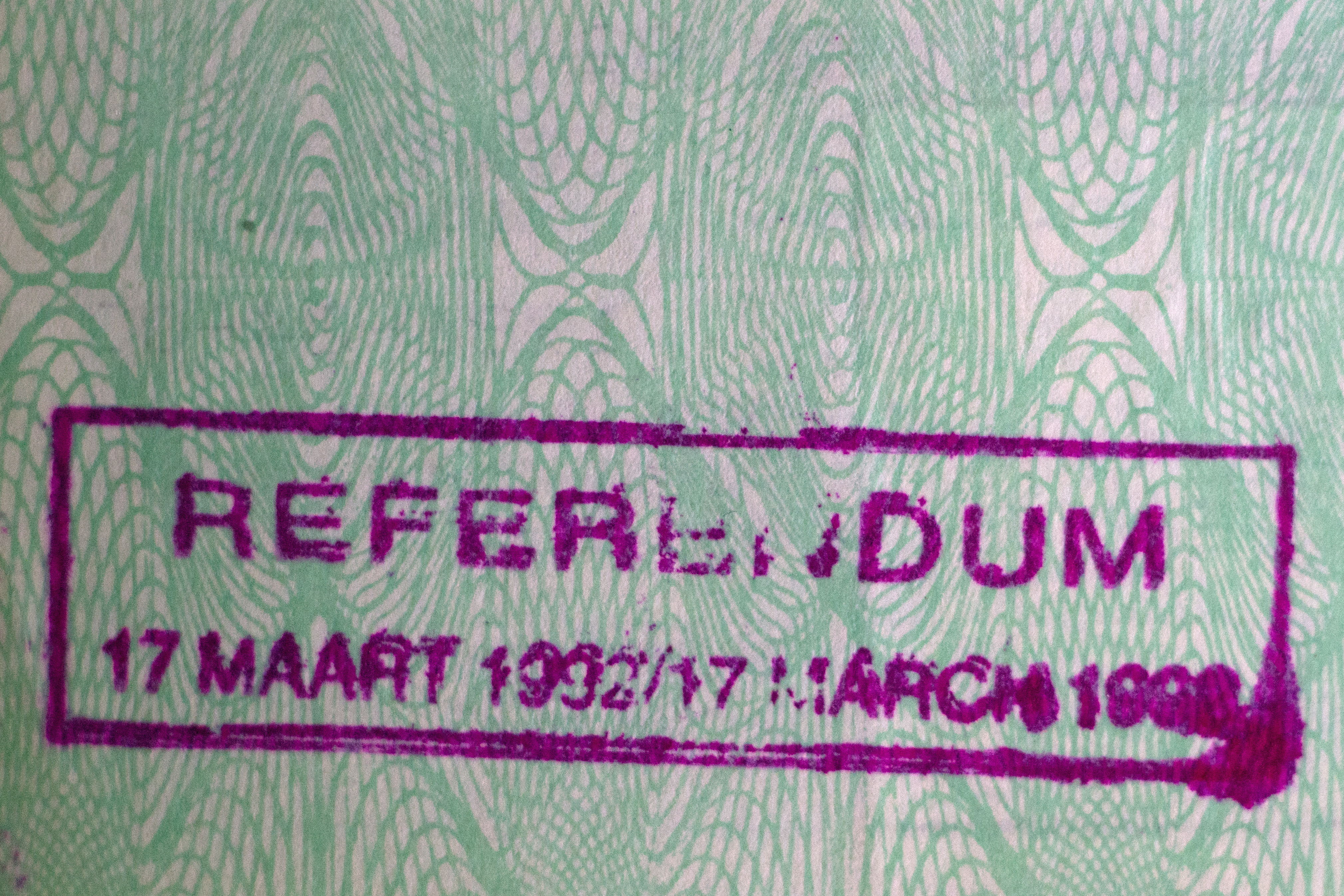
Carimbo no documento de identidade de um sul-africano branco registrando sua participação no referendo do apartheid de 1992

O Partido Nacional e o Partido Democrata fizeram campanha pelo voto "Sim", enquanto a ala direita conservadora liderada pelo Partido Conservador fez campanha pelo voto "Não". Muitos dos esforços de de Klerk em 1992 foram direcionados para apaziguar e enfraquecer seus oponentes de direita, os defensores conservadores do apartheid que romperam com o Partido Nacional durante os anos 1980. De Klerk tentou mostrar aos sul-africanos brancos que o governo não estava cedendo o poder ao ANC, mas negociando com base na "divisão do poder". Ele alertou os eleitores brancos que um voto "Não" significaria a continuação das sanções internacionais, o perigo de guerra civil e o agravamento do caos na África do Sul.
De Klerk disse à imprensa que interpretaria um voto majoritário "Sim" como um mandato para entrar em acordos vinculativos com o ANC e outros líderes negros, sem mais aprovação dos eleitores brancos. Ele afirmou que um segundo referendo para aprovar os termos do acordo constitucional não seria necessário, a menos que diferissem "substancialmente" das promessas do governo. Essas promessas incluíam uma declaração de direitos, separação de poderes entre os ramos do governo, um judiciário independente e um Parlamento composto por duas casas.
A campanha eleitoral do Partido Nacional para "Sim" foi de um tipo nunca antes visto na África do Sul. O Partido Nacional realizou grandes reuniões políticas em todo o país e publicou anúncios em muitos jornais nacionais e comprou tempo comercial na televisão. Produziu cartazes eleitorais massivos com a mensagem "Yes! Ja! SA"e um pôster mostrando a foto de um membro do AWB com uma arma e com o texto" Você pode parar este homem! Vote SIM ". O Partido Democrata tinha cartazes mais tradicionais com a mensagem "Ja vir vrede" (Sim pela paz).
A campanha "Não", liderada por Andries Treurnicht alertou sobre o "governo da maioria negra" e o "governo comunista do ANC". O Partido Conservador também defendeu a autodeterminação dos brancos e argumentou que os sul-africanos brancos tinham o direito de governar a si próprios. Durante a campanha, o lado "Não" também começou a defender uma pátria independente, ou volkstaat, para a minoria branca.
A campanha do "Sim" teve uma vantagem significativa, pois contou com o apoio do governo, do Partido Democrata, da oposição, da mídia, da comunidade internacional e da grande maioria das organizações comerciais e empresariais. De acordo com o Centro de Estudos Estratégicos e Internacionais :

## Resultados

Resultados do referendo por região

| Escolha                                | Votos     | %     |
| -------------------------------------- | --------- | ----- |
| A favor                                | 1.924.186 | 68,73 |
| Contra                                 | 875.619   | 31,27 |
| Votos inválidos / em branco            | 5.142     | -     |
| Total                                  | 2.804.947 | 100   |
| Eleitores registrados / comparecimento | 3.296.800 | 85,08 |

### Por região
Na Cidade do Cabo (um reduto de esquerda) e em Durban, 85% votaram "sim" e em Pretória mais de 57% votaram "sim". Apenas Pietersburg, no Transvaal do Norte, um reduto rural da direita, votou "não" com 57%. Mesmo em Kroonstad, um reduto conservador onde cinco das sete cadeiras parlamentares eram ocupadas por ativistas do "não", o lado do "sim" venceu com 52%.
| Província              | Área             | Para    | Para  | Contra  | Contra | Total </br> votos válidos |
| Província              | Área             | Votos   | %     | Votos   | %      | Total </br> votos válidos |
| ---------------------- | ---------------- | ------- | ----- | ------- | ------ | ------------------------- |
| Província do Cabo      | Beaufort West    | 18,941  | 61.62 | 11.798  | 38,38  | 30.739                    |
| Província do Cabo      | Cidade do Cabo   | 355,527 | 84.88 | 63.325  | 15,12  | 418.852                   |
| Província do Cabo      | East London      | 66,675  | 78.28 | 18.498  | 21,72  | 85.173                    |
| Província do Cabo      | George           | 40,075  | 65.39 | 21.211  | 34,61  | 61.286                    |
| Província do Cabo      | Kimberley        | 33,504  | 54.48 | 27.993  | 45,52  | 61.497                    |
| Província do Cabo      | Port Elizabeth   | 87,216  | 74.46 | 29.909  | 25,54  | 117.125                   |
| Natal                  | Durban           | 204,371 | 85.03 | 35.975  | 14,97  | 240.346                   |
| Natal                  | Pietermaritzburg | 66,500  | 75.98 | 21.023  | 24,02  | 87.523                    |
| Estado Livre de Orange | Bloemfontein     | 58,066  | 58.60 | 41.017  | 41,40  | 99.083                    |
| Estado Livre de Orange | Kroonstad        | 54,531  | 51.54 | 51.279  | 48,46  | 105.810                   |
| Transvaal              | Germiston        | 164,025 | 65.38 | 86.844  | 34,62  | 250.869                   |
| Transvaal              | Joanesburgo      | 324,686 | 78.30 | 89.957  | 21,70  | 414.643                   |
| Transvaal              | Pietersburg      | 37.612  | 43.02 | 49,820  | 56.98  | 87.432                    |
| Transvaal              | Pretória         | 287,720 | 57.37 | 213.825 | 42,63  | 501.545                   |
| Transvaal              | Roodepoort       | 124,737 | 52.44 | 113.145 | 47,56  | 237.882                   |

## Consequências
No dia seguinte ao referendo, o presidente de Klerk disse: "Hoje fechamos o livro sobre o apartheid", ao comemorar seu 56º aniversário. Nelson Mandela disse que estava "muito feliz mesmo". O projeto de lei do Cape Times foi dominado pelo grande texto "SIM, É SIM!". 
A aliança entre o Partido Conservador e o Afrikaner Weerstandsbeweging pode ter prejudicado o PC e, em alguns casos, até assustado os eleitores do lado do "Sim". Alguns defensores conservadores e militantes do apartheid boicotaram o referendo, embora o comparecimento tenha sido recorde, chegando a mais de 96% em algumas áreas.
De Klerk e seu governo podiam agora alegar que os brancos eram a favor do sufrágio universal e que tinham um mandato claro para negociar com o Congresso Nacional Africano. O ANC inicialmente desaprovou o referendo, principalmente porque os brancos eram os únicos autorizados a votar. Mas uma vez que um voto "Não" não só colocaria em risco as negociações, mas também aumentaria o caos político no país, e não tinha nenhuma razão real para defender que os brancos se opusessem às negociações, o ANC defendeu um voto "Sim".
Grupos de direita criticaram o referendo e acusaram o governo de fraude eleitoral. Eles haviam perdido onde antes eram mais fortes, nas áreas majoritariamente afrikaner e nas grandes cidades. No entanto, nunca foram apresentadas provas de irregularidades eleitorais. Treurnicht afirmou que a propaganda da mídia, intervenção estrangeira, ameaças de empresários contra funcionários e fraude eleitoral resultaram em um voto "Sim".
Em 27 de abril de 1994, a África do Sul realizou suas primeiras eleições não raciais, que resultaram em uma grande vitória para o Congresso Nacional Africano e fez de Nelson Mandela o primeiro presidente negro da África do Sul.